# Stanislas Naulin
Stanislas Naulin, född 27 april 1870, död 3 november 1932, var en fransk militär.
Naulin blev officer 1890, överste 1916, brigadgeneral 1918 och divisionsgeneral 1921. Han tjänstgjorde som regements- och brigadchef med utmärkelse i första världskriget, förde efter krigets slut en tid befälet över de franska trupperna i Syrien och var under fälttåget mot Abd el-Krim 1925–26 högste befälhavare över de franska stridskrafterna i Marocko. Från 1928 var han chef för 19:e armékåren.